# Miyuki Miyabe
Miyuki Miyabe ( 宮部 みゆき ?,  Miyabe Miyuki; Tokyo, 23 dicembre 1960) è una scrittrice giapponese contemporanea, nota soprattutto per i suoi romanzi gialli.
È una delle prime autrici di mistery femminile diventate famose verso la fine degli anni Ottanta. Il suo romanzo Il passato di Shoko (火車?, Kasha) ha segnato l'inizio del boom della detective fiction al femminile.

## Biografia
Miyabe nasce nel quartiere di Kōtō, a Tokyo, nel 1960. È figlia di genitori appartenenti alla classe operaia. La famiglia di Miyabe non si è mai allontanata dal quartiere di Kōtō e vive là da quattro generazioni. Non amando viaggiare e preferendo restare vicino al luogo in cui è nata e cresciuta, Miyabe risiede tuttora a Kōtō con i genitori. È proprietaria di un ufficio in cui si reca per scrivere i suoi romanzi, mentre per le sue ricerche usa spesso le biblioteche del quartiere.
Si è diplomata presso la scuola superiore Sumidagawa nel 1979, e ha successivamente ottenuto la qualifica ufficiale di stenografa, che le ha permesso di intraprendere la carriera di segretaria presso alcuni uffici legali, dedicandosi alla sera a lavori part-time di trascrizione di registrazioni audio. Attraverso il suo lavoro si è appassionata alla scrittura, e per questo motivo nel 1983 ha cominciato a frequentare un corso serale di scrittura di romanzi popolari tenuto dalla casa editrice Kodansha. Il suo insegnante è stato Yamamura Masao (山村正夫?, Masao Yamamura), un famosissimo scrittore di romanzi gialli. In quel periodo Miyabe, che aveva solo 23 anni, ha iniziato a scrivere i suoi primi romanzi.

### Carriera letteraria
Nel 1986 ha debuttato con il racconto Il nostro vicino è un criminale (我らが隣人の犯罪?, Warera ga rinjin no hanzai), con cui l'anno seguente ha vinto il Premio per nuovi scrittori di romanzi Mistery (オール讀物推理小説新人賞?, Ōruyomimono suiri shōsetsu shinjinshō). Nonostante la vincita di questo prestigioso premio, Miyabe non ha avuto subito successo e ha dovuto lavorare ancora come segretaria per qualche anno. Ha poi lasciato questo lavoro per uno più flessibile presso la Compagnia Tokyo Gas, che le ha permesso di dedicarsi maggiormente alla scrittura. Due anni dopo, nel 1989, ha vinto il Gran Premio del Giappone di Mystery/Suspense (日本推理サスペンス大賞?, Nihon suiri sasupensu taishō) con il romanzo Il sussurro del Diavolo (魔術はささやく?, Majutsu wa sasayaku) che le ha permesso di ottenere una maggiore popolarità.
I diversi riconoscimenti e le buone critiche ricevute hanno convinto Miyabe a lasciare definitivamente il lavoro per dedicarsi completamente alla sua carriera di scrittrice professionista. Da quel momento in poi ha pubblicato una nutrita serie di romanzi ed antologie di successo, oggetto di numerosi premi, fra cui, nel 2008, il suo primo premio all'estero, il Premio Batchelder, per l'edizione inglese di Brave story (ブレイブ・ストーリー?, Bureibu sutōrī). Miyabe è una scrittrice prolifica, ha prodotto più di quaranta pubblicazioni tra romanzi, raccolte di racconti e alcune serie pubblicate in diversi giornali come l'Asashi Shinbun. Inoltre, sei dei suoi romanzi sono stati adattati in film, e altri sei in serie televisive giapponesi.

## Temi e stile
Lo stile di Miyabe ha preso spunto molto più dai racconti tradizionali giapponesi che dal romanzo occidentale; lei stessa ha affermato che fin da giovane è stata influenzata dalla narrativa giapponese classica, in particolare dalle storie sul soprannaturale. Oltre ad essere famosa per i suoi romanzi gialli, Miyabe si è dedicata anche alla scrittura di opere di fantascienza, romanzi storici, romanzi per ragazzi, fantasy e horror. In alcuni dei suoi romanzi Miyabe ha mescolato i vari generi, creando mystery storici o fantascientifici. Nonostante abbia scritto romanzi che non sembrano avere alcun tipo di relazione gli uni con gli altri, in realtà molte delle sue opere possiedono temi e idee simili. In particolare, molti lavori di Miyabe sono ambientati a Tokyo, Edo e spesso nella zona della Shitamachi, l'area bassa della capitale in cui è nata e cresciuta, e sono ispirati ai suoi ricordi della vita tradizionale nella Shitamachi e alle memorie dei suoi familiari riguardo alla vecchia Tokyo.
A differenza di molti altri scrittori giapponesi, Miyabe scrive senza l'intenzione di educare il lettore o di dare una sua opinione personale sulla politica o sulla società. Per questo si autodefinisce una scrittrice di Taishū bungaku, ovvero di letteratura popolare, ed afferma che il suo unico scopo è quello di divertire ed intrattenere il pubblico. In verità, in alcuni dei suoi romanzi si occupa di argomenti di una certa serietà, realizzando un mystery più sociale che orientato alla trama. La critica ha sottolineato come il contesto in cui si sviluppa la sua narrativa offra una chiara visione dei problemi sociali ed economici del tempo, anche se Miyabe si limita a rappresentarli, senza approfondirli e senza offrire soluzioni che vadano oltre il mondo della fiction. Pur essendo annoverata fra le prime scrittrici di romanzi mystery, le sue opere raramente parlano delle donne o hanno come protagonista una detective. La scrittrice preferisce creare personaggi femminili secondari, più vicini al modello della femme-fatale, dando comunque una visione sfumata del ruolo delle donne e delle problematiche che vivono all'interno della società moderna giapponese.

## Opere

### Romanzi gialli/ thriller
- 1989. Majutsu wa sasayaku (魔術はささやく? "Il sussurro del Diavolo"), Tokyo, Shinchosha, 2024 Il sussurro del Diavolo, Atmosphere libri [ISBN 9788865644447]
- 1989. Pāfekuto burū (パーフェクト・ブルー? Perfect Blue), Tokyo, Tōkyōsōgensha
- 1990. Warera ga Rinjin no Hanzai (我らが隣人の犯罪? Il nostro vicino è un criminale), Tokyo, Bungeishunjū
- 1991. Ryu wa Nemuru (龍は眠る? Il drago addormentato), Tokyo, Shuppan geijutsu-sha
- 1991. Honjo Fukagawa Fushigi-zōshi (本所深川ふしぎ草紙? Il libro misterioso di Honjo Fukagawa), Tokyo, Shinjinbutsuōraisha
- 1992. Kasha (火車?), Tokyo, Futabasha
- 1998. Riyū (理由? La ragione), Tokyo, Asahishinbunsha
- 1998. Crossfire (クロスファイア? Fuoco incrociato), Tokyo, Kōbunsha Kappanoberusu
- 2001. Mohōhan (模倣犯? Imitazione di un crimine), Tokyo, Shōgakukan
- 2001. R.P.G. (アール・ピー・ジー? Gioco di ruolo), Tokyo, Shūeisha bunko
- 2006. Namonaki Doku (名もなき毒? Veleno senza nome), Tokyo, Gentōsha
- 2007. Rakuen (楽園? Paradiso), Tokyo, Bungeishunjū
- 2008. Il passato di Shoko, Roma, Fanucci [ISBN 9788834712368]

### Romanzi fantasy
- 2003. Bureibu sutōrī (ブレイブ・ストーリー? Brave story), Tokyo, Kadokawashoten
- 2004. ICO: Kirino shiro (ICO－霧の城－? ICO: Castello di nebbia), Tokyo, Kōdansha ICO: Il Castello delle Nebbie, Bologna, Kappalab, 2020. ISBN 9788885457256

### Romanzi di fantascienza
- 1996. Gamōtei Jiken (蒲生邸事件? Mistero di Gamotei), Tokyo, Mainichishinbunsha

### Raccolta di romanzi horror
- 2000. Ayashi-kai (あやし〜怪〜? Il mostro sospetto), Tokyo, Kadokawashoten

### Romanzi storici
- 1992. Kamaitachi (かまいたち? Il vento taglia come una falce), Tokyo, Shinjinbutsuōraisha

### Brevi storie
- 1996. Hitojichi Canon (人質カノン? Ostaggi), Tokyo, Bungeishunjū

## Trasposizioni cinematografiche
Da alcuni dei suoi romanzi sono stati tratti film e serie TV:

### Film giapponesi
- Pyrokinesis (2000)
- Mohōhan (2002)
- Riyū (2004)
- Brave Story (2006)
- Nagai Nagai Satsujin (2007)
- Perfect Blue (2010)
- Solomon's Perjury (2015)

### Film coreani
- Hwacha (2012)

## Premi

### Premi giapponesi
- 1992 - Premio dell'organizzazione degli scrittori di Mystery del Giappone per il migliore romanzo: Il drago addormentato (龍は眠る?, Ryu wa Nemuru)
- 1992 - Premio Yoshikawa Eiji per nuovi scrittori: Il libro misterioso di Honjo Fukagawa (本所深川ふしぎ草紙?, Honjo Fukagawa Fushigi-zōshi)
- 1993 - Premio Shugoro Yamamoto: Il passato di Shoko (火車?, Kasha)
- 1997 - Gran Premio per romanzi di fantascienza del Giappone: Mistero di Gamotei (蒲生邸事件?, Gamōtei Jiken)
- 1999 - 35º Premio Naoki: La ragione (理由?, Riyū)
- 2001 - Premio speciale culturale per la pubblicazione della Mainichi per il miglior romanzo giallo dell'anno: Imitazione di un crimine (模倣犯?, Mohōhan)
- 2002 - Premio Shiba Ryōtarō: Imitazione di un crimine (模倣犯?, Mohōhan)
- 2007 - Premio Yoshikawa Eiji per la letteratura: Veleno senza nome (名もなき毒? Namonaki Doku)
- 2022 - Kikuchi Kan Prize, riservato a chi contribuisce a diffondere la cultura giapponese[9]

### Premi statunitensi
- 2008 - Premio Batchelder per il miglior libro per bambini tradotto: Brave story (ブレイブ・ストーリー?)